# نادي عمان للسيدات (الأردن)
تأسّس نادي عمّان الرّياضي للسّيدات في عام 2005م، وهو نادٍ أردنيّ أحرزَ العديد من البطولات على المُستوى المحليّ والإقليميّ مثل: بُطولة الدّوري الأُردنيّ النّسوي لعام (2010 / 2011)م، (2016 / 2017)، (2020)م، (2021)م، بُطولة الدّوري البُرتقاليّ الأُردنيّ للسّيدات عام (2014 / 2015)م، بُطولة الدّوري الأُردنيّ النّسائي (خُماسي - صالات) عام (2016 / 2017)م، بُطولة الأَندية الآسيويّة للسّيدات عام 2021م.

## تشكيلة النادي
وفا صوقار مُدرّب نادي عمّان للسّيدات، وهو إعلاميّ أردُنيّ في قنوات بي ان سبورت، ومُراسِل القناة القطريّة في الإمارات العربية المتحدة، حائِز على جائِزة أَفضَل إعلاميّ رياضيّ أُردنيّ، كما شارك في العديد من البُطولات الرّياضيّة المُميّزة كمُعدٍ ومُراسلٍ للتّقارير المُباشرة والحيّة.
تَلعبُ في حراسة المَرمى مسعدة رامونية، وفي الهُجوم عبير النّهار ونتاشا صوقار، وفي الوسط هيا القُطامي وهبة القُطامي، أمّا في الدّفاع فتلعبُ كلّ من:
- انشراح الحياصات.
- نور الهدى أبو صبح.
- روزان عبد الحيّ.
- سها الصغير.

## الانتقالات
انتَقلت عدّة لاعبات من نادي عمّان الرّياضيّ للسّيدات، وهنّ:
- شاهيناز جبرين، انتَقلت إلى نادي الاتّحاد في 9 أكتوبر 2022م.
- ميساء جبارة، انتَقلت إلى نادي غرونوبل في 14 يونيو 2018م.
- منال إبراهيم المناصرة، اعتزَلت في 8 مايو 2013م.
- روان استيتية، انتهى عقدُها في 18 مايو 2011م.
- أسيل البربراوي، انتهى عقدُها في 18 مايو 2011م.

## بطولة الأندية الآسيوية للسيدات2021م
أحرزَ نادي عمّان الرّياضيّ لقبُ بُطولة الأندية الآسيويّة لكُرة القدم للسّيدات في نُسختها التّجريبيّة عام 2021م، والّتي استضافَها الاتّحاد الأُردنيّ لكرة القدم داخل ملعب شركة تطوير العقبة، وقد شاركَ في البُطولة أربعةُ أنديةٍ وهي، نادي شهرداري سرجان الإيرانيّ، نادي بونيودكور الأوزبكيّ، نادي جوكولام كيرالا الهنديّ ونادي عمّان الرّياضيّ.

## بطولة الدوري البرتقالي الأردني لكرة القدم للسيدات (2014 / 2015)م
أُقيمت المُباراة في 8 مايو على مَلعب الهاشميّ، وحضرَها عددٌ من الشّخصيات في الاتّحاد الأُردنيّ لكرة القدم وهم، أمين عام الاتّحاد الأُردنيّ بالإنابة فادي زريقات، عُضو اللّجنة التنفيذيّة ورئيسة لجنة كُرة القدم النّسائيّة رنا الحُسينيّ، رئيس إدارة المُسابقات في الاتّحاد الأُردنيّ عوّاد شعيبات، رئيس نادي شباب الأُردن سليم خير ورئيس نادي عمّان الدّكتور مُصطفى عموري.
نادي عمّان للسيّدات احتلّ صدارة جدول الدّوري برصيد 18 نقطة من ستّة انتصارات؛ إذ إنّه لم يتعرّضُ لأَيّة هزيمةٍ وفاز في جميع مبارياته، وقد فاز على نادي الاستقلال للسيّدات بنتيجة 11-1 و18-0، وفاز على النّادي الأرثوذكسي للسيّدات بنتيجة 5-0 في مُباراتَي الذّهاب والإياب، بالإضافة إلى فَوزه على نادي شباب الأُّردن للسيّدات بنتيجة 1-0 في مُباراة الذّهاب و5-3 في المُباراة النّهائية.
جاء نادي شباب الأُردن للسّيدات في المركز الثّاني برصيد 12 نُقطة، بعدَ فوزه على نادي الاستقلال للسّيدات 12-0 و 18-0، وعلى نادي الأرثوذكسي للسّيدات 10-0 و7-0، في المُباراة النّهائيّة احتاج نادي شباب الأُردن للسّيدات للفوز على نادي عمّان؛ حتّى يتمكّن من الفوز بالدّوري لكن نادي عمّان استطاع الفوز مرّة أُخرى.